# Lorenzo Perini
Lorenzo Perini (Milano, 22 luglio 1994) è un ostacolista italiano, vicecampione continentale agli Europei juniores di Rieti 2013 e bronzo a quelli under 23 di Tallinn 2015, entrambe le volte sui 110 m hs.
Detiene 8 record italiani giovanili ed in carriera ha vinto 11 titoli italiani di cui uno universitario e dieci giovanili.

## Biografia

### Gli inizi sulle "orme del padre", i primi titoli italiani giovanili e l'oro al Festival olimpico della gioventù europea
Ha iniziato a praticare l'atletica quando era in quarta elementare all'età di 9 anni nel 2003 (categoria Esordienti).
Assente ai campionati italiani cadetti 2008, all'edizione dell'anno seguente, 2009, è stato vicecampione sui 300 m hs.
Nel 2010 vince il suo primo titolo italiano giovanile in occasione dei campionati nazionali allievi aggiudicandosi la finale sui 110 metri ostacoli (14º con la staffetta 4x100 m); agli italiani allievi indoor non va oltre la semifinale dei 60 m hs.
Nel 2011 bissa il titolo italiano allievi dell'anno prima sui 110 m hs e vince pure la medaglia di bronzo con la staffetta 4x100 m; ai nazionali allievi indoor conclude sesto con la 4x200 m e viene squalificato in semifinale sui 60 m hs. 
Campione continentale sui 110 m hs (ritirato nella finale della 4x100 m) al Festival olimpico della gioventù europea in Turchia a Trebisonda; ai Mondiali allievi di Lilla in Francia è stato semifinalista sui 110 m hs ed è uscito in batteria con la staffetta svedese.

### 2012-2016: altri titoli italiani giovanili, gli Europei seniores, le medaglie agli Europei giovanili
Nel biennio 2012-2013 fa due doppiette di titoli italiani juniores sui 60 m hs indoor e sui 110 m hs outdoor; medaglia di bronzo sui 110 m hs agli assoluti di Milano 2013, 8º con la 4x100 m agli italiani juniores 2012 e 15º con la 4x200 m indoor agli italiani juniores al coperto 2013.
Semifinalista nel 2012 sui 110 m hs ai Mondiali juniores di Barcellona (Spagna).

Sempre durante lo stesso biennio partecipa ad entrambe le edizioni dell'Incontro internazionale juniores indoor tra Italia, Francia e Germania arrivando secondo dopo le due serie sui 60 m hs, sia a Val-de-Reuil (Francia) che ad Ancona (Italia).
Quattro medaglie vinte nel 2014 ai vari campionati italiani disputati: ai nazionali promesse campione sui 110 m hs ed argento sui 60 m hs indoor; agli assoluti invece bronzo al coperto sui 60 m hs e vicecampione assoluti a Rovereto.
Quinto posto sui 110 m hs ad Aubagne (Francia) in occasione dei Giochi del Mediterraneo under 23 ed esordio con la Nazionale assoluta agli Europei di Zurigo (Svizzera), uscendo in batteria sui 110 m hs.
Medaglia di bronzo nel 2015 sui 110 m hs agli Europei under 23 di Tallinn in Estonia.
Tris di titoli italiani: promesse sia indoor (60 m hs) che outdoor e universitari (entrambi sui 110 m hs); vicecampione italiano assoluto nei 110 m hs e quinto classificato agli assoluti indoor sui 60 m hs.
Il 7 febbraio del 2016 ad Ancona ha vinto il titolo italiano promesse indoor sui 60 m hs.
Allenato fino ad agosto 2016 da Fernanda Morandi, oggi è allenato da Giorgio Ripamonti.

## Record nazionali

### Juniores
- 110 metri ostacoli (cm 100): 13"30 ( Rieti, 20 luglio 2013)[2]
- 110 metri ostacoli (cm 106): 14"04 ( Milano, 8 giugno 2012)[3]
- 200 metri ostacoli (cm 100): 23"60 ( Boissano, 29 settembre 2012)[4]
- 60 metri ostacoli (cm 100): 7"81 ( Val-de-Reuil, 3 marzo 2012)[5]
- 60 metri ostacoli (cm 100): 7"81 ( Val-de-Reuil, 3 marzo 2012)[6]

### Allievi
- 110 metri ostacoli (cm 91): 13"44 ( Trebisonda, 28 luglio 2011)[7]
- 110 metri ostacoli (cm 100): 14"15 ( Chiari, 9 ottobre 2011)[8]
- 110 metri ostacoli (cm 106): 14"65 ( Chiari, 27 marzo 2011)[9]

## Progressione

### 60 metri ostacoli indoor
| Stagione | Tempo | Luogo        | Data      | Rank. Mond. |
| -------- | ----- | ------------ | --------- | ----------- |
| 2016     | 7"79  | Magglingen   | 30-1-2016 |             |
| 2015     | 7"88  | Ancona       | 8-2-015   |             |
| 2014     | 7"88  | Ancona       | 9-2-2014  |             |
| 2013     | 8"02  | Magglingen   | 2-2-2013  |             |
| 2012     | 7"81  | Val-de-Reuil | 3-3-2012  |             |
| 2011     | 8"02  | Saronno      | 29-1-2011 |             |
| 2010     | 8"53  | Ancona       | 13-2-2010 |             |
| 2008     | 9"78  | Saronno      | 2-3-2008  |             |

### 110 metri ostacoli
| Stagione | Tempo | Luogo      | Data      | Rank. Mond. |
| -------- | ----- | ---------- | --------- | ----------- |
| 2018     | 13"49 | Tarragona  | 30-6-2018 |             |
| 2017     | 13"62 | Savona     | 25-5-2017 |             |
| 2016     | 13"67 | Bressanone | 11-6-2016 |             |
| 2015     | 13"77 | Torino     | 25-7-2015 |             |
| 2014     | 13"70 | Rovereto   | 19-7-2014 |             |
| 2013     | 14"12 | Milano     | 27-7-2013 |             |
| 2012     | 14"04 | Torino     | 8-6-2012  |             |
| 2011     | 14"15 | Chiari     | 10-9-2011 |             |
| 2010     | 14"12 | Rieti      | 3-10-2010 |             |
| 2009     | 14"36 | Saronno    | 1-5-2009  |             |
| 2008     | 15"80 | Varese     | 19-4-2008 |             |

## Palmarès
| Anno | Manifestazione          | Sede       | Evento    | Risultato  | Prestazione | Note                          |
| ---- | ----------------------- | ---------- | --------- | ---------- | ----------- | ----------------------------- |
| 2011 | Mondiali allievi        | Lilla      | 110 m hs  | Semifinale | 13"96       | [ 10 ]                        |
| 2011 | Mondiali allievi        | Lilla      | Staffetta | Batteria   | 1'56"83     | [ 11 ]                        |
| 2012 | Mondiali juniores       | Barcellona | 110 m hs  | Semifinale | 15"07       | [ 12 ]                        |
| 2013 | Europei juniores        | Rieti      | 110 m hs  | Argento    | 13"30       | [ 13 ]                        |
| 2014 | Mediterranei under 23   | Aubagne    | 110 m hs  | 5º         | 13"89       | [ 14 ]                        |
| 2014 | Europei                 | Zurigo     | 110 m hs  | Batteria   | 13"77       | [ 15 ]                        |
| 2015 | Europei under 23        | Tallinn    | 110 m hs  | Bronzo     | 13"86       | [ 16 ]                        |
| 2016 | Europei                 | Amsterdam  | 110 m hs  | Semifinale | 13"79       |                               |
| 2018 | Giochi del Mediterraneo | Tarragona  | 110 m hs  | Oro        | 13"49       | Miglior prestazione personale |
| 2018 | Europei                 | Berlino    | 110 m hs  | Semifinale | 13"50       |                               |
| 2019 | Europei indoor          | Glasgow    | 60 m hs   | Semifinale | 7"70        |                               |
| 2019 | Universiadi             | Napoli     | 110 m hs  | 4º         | 13"50       |                               |
| 2019 | Mondiali                | Doha       | 110 m hs  | Batteria   | 13"70       |                               |

## Campionati nazionali
- 1 volta campione assoluto dei 110 m hs (2017)
- 1 volta campione assoluto indoor dei 60 m hs (2016)
- 1 volta campione universitario sui 110 m hs (2015)
- 2 volte campione promesse indoor sui 60 m hs (2015, 2016)
- 2 volte campione promesse sui 110 m hs (2014, 2015)
- 2 volte campione juniores sui 110 m hs (2012, 2013)
- 2 volte campione juniores indoor sui 60 m hs (2012, 2013)
- 2 volte campione allievi sui 110 m hs (2010, 2011)

2009
- Argento ai Campionati italiani cadetti e cadette, (Desenzano del Garda), 300 m hs - 39"95[17]

2010
- In semifinale ai Campionati italiani allievi-juniores-promesse indoor, (Ancona), 60 m hs - 8"53[18]
- Oro ai Campionati italiani allievi e allieve, (Rieti), 110 m hs - 14"12[19]
- 14º ai Campionati italiani allievi e allieve, (Rieti), 4x100 m - 45"17[20]

2011
- In semifinale ai Campionati italiani allievi-juniores-promesse indoor, (Ancona), 60 m hs - dq[21]
- 6º ai Campionati italiani allievi-juniores-promesse indoor, (Ancona), 4x200 m - 1'36"16[22]
- Oro ai Campionati italiani allievi e allieve, (Rieti), 110 m hs - 13"71[23]
- Bronzo ai Campionati italiani allievi e allieve, (Rieti), 4x100 m - 43"56[24]

2012
- Oro ai Campionati italiani allievi e juniores indoor, (Ancona), 60 m hs - 7"91[25]
- Oro ai Campionati italiani juniores e promesse, (Misano Adriatico), 110 m hs - 13"85[26]
- 8º ai Campionati italiani juniores e promesse, (Misano Adriatico), 4x100 m - 43"48[27]

2013
- Oro ai Campionati italiani allievi e juniores, (Ancona), 60 m hs - 7"90[28]
- 15º ai Campionati italiani allievi e juniores, (Ancona), 4x200 m - 1'34"73[29]
- Oro ai Campionati italiani juniores e promesse, (Rieti), 110 m hs - 13"39[30]
- Bronzo ai Campionati italiani assoluti, (Milano), 110 m hs - 14"12[31]

2014
- Argento ai Campionati italiani juniores e promesse indoor, (Ancona), 60 m hs - 7"88[32]
- Bronzo ai Campionati italiani assoluti indoor, (Ancona), 60 m hs - 7"89[33]
- Oro ai Campionati italiani juniores e promesse, (Torino), 110 m hs - 13"77[34]
- Argento ai Campionati italiani assoluti, (Rovereto), 110 m hs - 13"70[35]

2015
- Oro ai Campionati italiani juniores e promesse indoor, (Ancona), 60 m hs - 7"88[36]
- 5º ai Campionati italiani assoluti indoor, (Padova), 60 m hs - 7"98[37]
- Oro ai Campionati nazionali universitari, (Fidenza), 110 m hs - 14"00[38]
- Oro ai Campionati italiani juniores e promesse, (Rieti), 110 m hs - 13"88[39]
- Argento ai Campionati italiani assoluti, (Torino), 110 m hs - 13"77[40]

2016
- Oro ai Campionati italiani juniores e promesse indoor, (Ancona), 60 m hs - 7"80[41]

2017
- Oro ai campionati italiani assoluti, 110 m hs - 13"54
- Argento ai campionati italiani assoluti indoor, 60 m hs - 7"91

2018
- Oro ai campionati italiani assoluti, 110 m hs - 13"57
- Argento ai campionati italiani assoluti indoor, 60 m hs - 7"78

2019
- Oro ai campionati italiani assoluti indoor, 60 m hs - 7"75

2020
- Oro ai campionati italiani assoluti, 110 m hs - 13"53
- Oro ai campionati italiani assoluti indoor, 60 m hs - 7"72

2021
- Bronzo ai campionati italiani assoluti, 110 m hs - 13"59

## Altre competizioni internazionali
2011
- Oro al Festival olimpico della gioventù europea ( Trebisonda), 110 m hs - 13"44[42]

2012
- Argento nell'Incontro internazionale juniores indoor Francia-Germania-Italia, ( Val-de-Reuil), 60 m hs (serie A) 7"91 + 60 m hs (serie B) 7"81 - 15"72[43]

2013
- Argento nell'Incontro internazionale juniores indoor Italia-Francia-Germania, ( Ancona), 60 m hs (serie A) 7"87 + 60 m hs (serie B) 7"86 - 15"73[44]

2017
- 8º al Golden Gala ( Roma), 110 m hs - 13"65

2019
- 7º al Golden Gala ( Roma), 110 m hs - 13"58

2020
- 6º al Golden Gala ( Roma), 110 m hs - 13"61

2021
- 6º al Golden Gala ( Roma), 110 m hs - 13"53